# Pestszentlőrinc-Pestszentimre
Pestszentlőrinc-Pestszentimre – dzielnica stolicy Węgier, Budapesztu. W miejskiej numeracji administracyjnej oznaczona numerem XVIII.

## Położenie
Dzielnica Pestszentlőrinc-Pestszentimre znajduje się w peszteńskiej części miasta. Jest położona na południowy wschód od centrum miasta. Od północnego wschodu graniczy z dzielnicą Rákosmente, od północnego zachodu z dzielnicą Kőbánya, od zachodu z dzielnicą Kispest, zaś od południowego zachodu z dzielnicą Soroksár.

## Nazwa
Dwuczłonowa nazwa dzielnicy pochodzi od dwóch świętych: Laurencjusza (węg. Szent Lőrinc) oraz Emeryka (węg. Szent Imre).

## Historia
1 stycznia 1950 dwa miasta zostały włączone w skład miasta Budapeszt – tzw. Wielkiego Budapesztu, jako jedna z dzielnic miasta.

## Osiedla
W skład dzielnicy wchodzą osiedla:
- Alacskai úti lakótelep
- Almáskert
- Bélatelep
- Belsőmajor
- Bókaytelep
- Erdőskert
- Erzsébettelep
- Ferihegy
- Ganzkertváros
- Ganztelep
- Gloriett-telep
- Halmierdő
- Havanna lakótelep
- Kossuth Ferenc-telep
- Lakatostelep
- Liptáktelep
- Lónyaytelep
- Miklóstelep
- Rendessytelep
- Szemeretelep
- Szent Imre-kertváros
- Szent Lőrinc-telep
- Újpéteritelep

## Komunikacja
Na terenie dzielnicy zlokalizowane jest międzynarodowy Port lotniczy Budapest Liszt Ferenc.

## Miasta partnerskie
Do miast partnerskich dzielnicy należą m.in.:
- Dąbrowa Tarnowska, Polska
- Băile Tuşnad, Siedmiogród, Rumunia
- San Nicola la Strada, Italia